# Doddy Delissen
Dorothea Delissen (née le 17 juin 1907 à Vienne et morte en 1986 dans la même ville) est une chanteuse autrichienne.

## Biographie
Née de parents danois, Dorothea Delissen a commencé sa carrière artistique dans les années 1930 à Vienne sous le pseudonyme Doddy Delisson et chante avec Peter Igelhoff. Au milieu des années 1930, elle s'installe à Berlin et écrit son nom Doddy Delissen.
Mis à part quelques petits rôles au cinéma en tant que chanteuse, elle se fait connaître avec les répertoires de Zarah Leander, Kirsten Heiberg et Greta Keller. Son répertoire comprend des chansons composées par Ralph Benatzky, Werner Bochmann, Werner Eisbrenner, Theo Mackeben, Otto Berco et Peter Igelhoff. Sa voix grave, légèrement fumée rappelle le timbre des chanteuses mentionnées. Au Delphi-Tanzpalast, à Berlin, elle interprète en duo avec la chanteuse swing suédoise Arne Hülphers la chanson Ich bin, wie ich bin.
Dans les années 1930 et 1940, il reprend à plusieurs reprises en tant que chanteuse synchrone des stars de l'UFA comme Hilde Weissner.
Déconsidérée par le régime nazi, elle est expulsée en 1940 au Danemark. Après la Seconde Guerre mondiale, elle double au chant Nadia Gray dans Rosen der Liebe.

## Filmographie
- 1936 : Contrebande (chanson : Ich bin eine Frau für die Liebe)
- 1937 : Première

## Source de la traduction
- (de) Cet article est partiellement ou en totalité issu de l’article de Wikipédia en allemand intitulé « Doddy Delissen » (voir la liste des auteurs).